# Clasificación Elo del fútbol mundial
El ranking Elo del fútbol mundial, llamado simplemente Elo, es un sistema de clasificación para las selecciones nacionales masculinas de fútbol. El método utilizado para ordenar a los equipos está basado en el sistema de puntuación Elo, pero modificado para incorporar variables específicas relacionadas con el balompié.
Desde su desarrollo, el ranking Elo ha sido destacado por tener la mayor capacidad predictiva para partidos de fútbol. El ranking FIFA femenino está basado en una versión simplificada de la fórmula Elo, mientras que el masculino está basado en una modificación de este desde junio de 2018.

## Historia y resumen
La siguiente tabla muestra los veinte primeros equipos de la clasificación Elo del fútbol mundial, al 24 de junio de 2025, usando datos del sitio web del Ranking Elo.
Clasificación mundial de la FIFA actualizado al 03 de abril
| Pos.                                      | Variación*  | Selección    | Puntos | Clas. FIFA |
| ----------------------------------------- | ----------- | ------------ | ------ | ---------- |
| 1                                         | 2           | España       | 2157   | 2          |
| 2                                         | 1           | Argentina    | 2132   | 1          |
| 3                                         | 1           | Francia      | 2056   | 3          |
| 4                                         | Sin cambios | Portugal     | 2030   | 7          |
| 5                                         | Sin cambios | Brasil       | 2002   | 5          |
| 6                                         | 3           | Inglaterra   | 1985   | 4          |
| 7                                         | 1           | Países Bajos | 1976   | 6          |
| 8                                         | 2           | Colombia     | 1952   | 14         |
| 9                                         | 4           | Croacia      | 1927   | 11         |
| 10                                        | 1           | Alemania     | 1914   | 10         |
| 11                                        | 6           | Ecuador      | 1906   | 24         |
| 12                                        | 5           | Uruguay      | 1902   | 13         |
| 13                                        | 1           | Italia       | 1881   | 9          |
| 14                                        | 23          | Noruega      | 1866   | 38         |
| 15                                        | 3           | Dinamarca    | 1865   | 21         |
| 16                                        | 1           | Japón        | 1856   | 15         |
| 17                                        | 7           | Bélgica      | 1847   | 8          |
| 18                                        | 2           | Suiza        | 1845   | 20         |
| 18                                        | 4           | Austria      | 1845   | 22         |
| 20                                        | 14          | Grecia       | 1839   | 40         |
| *Cambio con respecto al año anterior 2024 |             |              |        |            |
| Clasificación completa en eloratings.net  |             |              |        |            |

Este sistema, ideado por el matemático húngaro-estadounidense Árpád Élő, es utilizado por la FIDE, la Federación Internacional de Ajedrez, y la Federación Europea de Go, con el fin de ordenar los jugadores según sus resultados. En 1997 Bob Runyan adaptó el sistema de clasificación Elo para el fútbol internacional y publicó los resultados en internet. Fue también él, el encargado de mantener la página web de la Clasificación Elo del Fútbol Mundial.
El sistema Elo fue adaptado para el fútbol, adicionando la consideración de la importancia del juego, un ajuste por la desventaja que tiene el equipo que juega de visitante y un ajuste por la diferencia de goles en el resultado del partido.
Los factores que son tenidos en cuenta para calcular la nueva puntuación de un equipo son:
- La puntuación anterior del equipo
- La importancia del torneo en que se disputa cada partido
- El resultado del partido
- La diferencia de goles del partido
- El resultado esperado del partido

La importancia de las diferentes competiciones en orden descendente son:
- Fases finales de la Copa Mundial
- Fases finales de campeonatos continentales y torneos internacionales
- Eliminatorias para la Copa del Mundo y campeonatos internacionales
- Otros torneos
- Partidos amistosos

Una simple diferencia entre esta clasificación y la Clasificación de la FIFA, es que el sistema Elo le da una mayor importancia a torneos menores, mientras que la FIFA los considera del mismo valor que los partidos amistosos.

Mejores selecciones por confederaciones
Listado de las diez mejores selecciones por confederaciones, ordenadas según la ubicación actual. Actualizado a junio de 2025

#### Conmebol
| Pos. | V           | Selección | Puntos |
| ---- | ----------- | --------- | ------ |
| 2    | 1           | Argentina | 2132   |
| 5    | Sin cambios | Brasil    | 2002   |
| 8    | 4           | Colombia  | 1952   |
| 11   | 4           | Ecuador   | 1906   |
| 12   | 6           | Uruguay   | 1902   |
| 23   | 19          | Paraguay  | 1824   |
| 37   | 16          | Venezuela | 1746   |
| 38   | 2           | Perú      | 1744   |
| 46   | 7           | Chile     | 1688   |
| 52   | 13          | Bolivia   | 1665   |

#### UEFA
| Pos. | V           | Selección    | Total puntos |
| ---- | ----------- | ------------ | ------------ |
| 1    | 2           | España       | 2157         |
| 3    | 1           | Francia      | 2056         |
| 4    | Sin cambios | Portugal     | 2030         |
| 6    | 3           | Inglaterra   | 1985         |
| 7    | 1           | Países Bajos | 1976         |
| 9    | 4           | Croacia      | 1927         |
| 10   | 1           | Alemania     | 1914         |
| 13   | 1           | Italia       | 1881         |
| 14   | 23          | Noruega      | 1866         |
| 15   | 3           | Dinamarca    | 1865         |

#### CAF
| Pos. | V           | Selección       | Total puntos |
| ---- | ----------- | --------------- | ------------ |
| 24   | 5           | Marruecos       | 1813         |
| 29   | 1           | Senegal         | 1785         |
| 43   | 8           | Argelia         | 1707         |
| 50   | 3           | Egipto          | 1668         |
| 58   | 9           | Túnez           | 1615         |
| 60   | 18          | Angola          | 1607         |
| 61   | Sin cambios | Mali            | 1603         |
| 63   | 1           | Camerún         | 1595         |
| 64   | 6           | Costa de Marfil | 1589         |
| 65   | 5           | RD Congo        | 1586         |

#### AFC
| Pos. | V           | Selección              | Total puntos |
| ---- | ----------- | ---------------------- | ------------ |
| 16   | Sin cambios | Japón                  | 1856         |
| 26   | 6           | Irán                   | 1800         |
| 31   | 3           | Australia              | 1775         |
| 33   | 1           | Corea del Sur          | 1769         |
| 44   | 3           | Uzbekistán             | 1706         |
| 57   | 4           | Jordania               | 1623         |
| 66   | 3           | Arabia Saudita         | 1584         |
| 72   | 22          | Irak                   | 1549         |
| 74   | 9           | Emiratos Árabes Unidos | 1536         |
| 78   | 23          | Catar                  | 1518         |

#### Concacaf
| Pos. | V  | Selección         | Total puntos |
| ---- | -- | ----------------- | ------------ |
| 25   | 2  | México            | 1811         |
| 29   | 3  | Canadá            | 1785         |
| 32   | 13 | Panamá            | 1774         |
| 40   | 18 | Estados Unidos    | 1722         |
| 47   | 5  | Costa Rica        | 1684         |
| 66   | 12 | Honduras          | 1584         |
| 73   | 13 | Jamaica           | 1547         |
| 78   | 8  | Guatemala         | 1518         |
| 86   | 4  | Haití             | 1468         |
| 99   | 2  | Trinidad y Tobago | 1407         |

#### OFC
| Pos. | V           | Selección          | Total puntos |
| ---- | ----------- | ------------------ | ------------ |
| 61   | 12          | Nueva Zelanda      | 1603         |
| 143  | 14          | Nueva Caledonia    | 1287         |
| 154  | 2           | Fiyi               | 1229         |
| 161  | 2           | Tahití             | 1179         |
| 171  | 16          | Islas Salomón      | 1128         |
| 174  | 2           | Papúa Nueva Guinea | 1104         |
| 181  | 4           | Vanuatu            | 1046         |
| 215  | Sin cambios | Samoa              | 730          |
| 229  | 8           | Islas Cook         | 623          |
| 237  | 1           | Tonga              | 521          |

## Lista de equipos número uno
La siguiente es una lista de los países que han alcanzado la primera posición del Ranking Elo del fútbol mundial desde el año 1872:
| Fecha inicio             | País                       | Días |
| ------------------------ | -------------------------- | ---- |
| 30 de noviembre de 1872  | Inglaterra                 | 1190 |
| 4 de marzo de 1876       | Escocia                    | 5845 |
| 5 de marzo de 1892       | Inglaterra                 | 21   |
| 26 de marzo de 1892      | Escocia                    | 7    |
| 2 de abril de 1892       | Inglaterra                 | 4349 |
| 29 de febrero de 1904    | Escocia                    | 12   |
| 12 de marzo de 1904      | Inglaterra                 | 2563 |
| 19 de marzo de 1911      | Países Bajos               | 371  |
| 24 de marzo de 1912      | Inglaterra                 | 97   |
| 29 de junio de 1912      | Países Bajos               | 3    |
| 2 de julio de 1912       | Dinamarca                  | 2979 |
| 28 de agosto de 1920     | Uruguay                    | 1    |
| 29 de agosto de 1920     | Países Bajos               | 3    |
| 1 de septiembre de 1920  | Uruguay                    | 5    |
| 6 de septiembre de 1920  | España                     | 12   |
| 18 de septiembre de 1920 | Uruguay                    | 386  |
| 9 de octubre de 1921     | España                     | 959  |
| 25 de mayo. de 1924      | Checoslovaquia             | 1    |
| 26 de mayo. de 1924      | Uruguay                    | 446  |
| 15 de agosto de 1925     | España                     | 4    |
| 19 de agosto de 1925     | Uruguay                    | 39   |
| 27 de septiembre de 1925 | España                     | 384  |
| 16 de octubre de 1926    | Argentina                  | 8    |
| 24 de octubre de 1926    | Uruguay                    | 583  |
| 29 de mayo. de 1928      | Argentina                  | 1    |
| 30 de mayo. de 1928      | Uruguay                    | 382  |
| 16 de junio de 1929      | Argentina                  | 96   |
| 20 de septiembre de 1929 | Uruguay                    | 42   |
| 1 de noviembre de 1929   | Argentina                  | 610  |
| 4 de julio de 1931       | Uruguay                    | 5    |
| 9 de julio de 1931       | Argentina                  | 1053 |
| 27 de mayo. de 1934      | Austria                    | 10   |
| 6 de junio de 1934       | Italia                     | 2090 |
| 25 de febrero de 1940    | Argentina                  | 144  |
| 18 de julio de 1940      | Italia                     | 209  |
| 12 de febrero de 1941    | Argentina                  | 417  |
| 5 de abril de 1942       | Italia                     | 50   |
| 25 de mayo. de 1942      | Argentina                  | 229  |
| 9 de enero de 1943       | Italia                     | 85   |
| 4 de abril de 1943       | Argentina                  | 98   |
| 11 de julio de 1943      | Italia                     | 178  |
| 5 de enero de 1944       | Argentina                  | 3    |
| 8 de enero de 1944       | Italia                     | 367  |
| 9 de enero de 1945       | Argentina                  | 33   |
| 11 de febrero de 1945    | Italia                     | 4    |
| 15 de febrero de 1945    | Argentina                  | 142  |
| 7 de julio de 1945       | Italia                     | 127  |
| 11 de noviembre de 1945  | Argentina                  | 39   |
| 20 de diciembre de 1945  | Italia                     | 735  |
| 25 de diciembre de 1947  | Argentina                  | 1907 |
| 15 de marzo de 1953      | Brasil                     | 4    |
| 19 de marzo de 1953      | Argentina                  | 251  |
| 25 de noviembre de 1953  | Hungría                    | 949  |
| 1 de julio de 1956       | Argentina                  | 77   |
| 16 de septiembre de 1956 | Hungría                    | 193  |
| 28 de marzo de 1957      | Argentina                  | 9    |
| 6 de abril de 1957       | Hungría                    | 67   |
| 12 de junio de 1957      | Argentina                  | 116  |
| 6 de octubre de 1957     | Hungría                    | 77   |
| 22 de diciembre de 1957  | Argentina                  | 105  |
| 6 de abril de 1958       | Hungría                    | 67   |
| 12 de junio de 1958      | Brasil                     | 637  |
| 10 de marzo de 1960      | Argentina                  | 50   |
| 29 de abril de 1960      | Brasil                     | 27   |
| 26 de mayo. de 1960      | Argentina                  | 3    |
| 29 de mayo. de 1960      | Brasil                     | 1036 |
| 31 de marzo de 1963      | Unión Soviética            | 391  |
| 25 de abril de 1964      | Hungría                    | 35   |
| 30 de mayo. de 1964      | Brasil                     | 4    |
| 3 de junio de 1964       | Argentina                  | 389  |
| 27 de junio de 1965      | Hungría                    | 7    |
| 4 de julio de 1965       | Brasil                     | 56   |
| 29 de agosto de 1965     | Argentina                  | 231  |
| 17 de abril de 1966      | Brasil                     | 3    |
| 20 de abril de 1966      | Argentina                  | 52   |
| 11 de junio de 1966      | Brasil                     | 6    |
| 17 de junio de 1966      | Argentina                  | 5    |
| 22 de junio de 1966      | Brasil                     | 23   |
| 15 de julio de 1966      | Argentina                  | 1    |
| 16 de julio de 1966      | Unión Soviética            | 9    |
| 25 de julio de 1966      | Alemania Federal           | 5    |
| 30 de julio de 1966      | Inglaterra                 | 1408 |
| 24 de junio de 1970      | Brasil                     | 752  |
| 3 de julio de 1972       | Alemania Federal           | 11   |
| 9 de julio de 1972       | Brasil                     | 129  |
| 15 de noviembre de 1972  | Alemania Federal           | 91   |
| 14 de febrero de 1973    | Brasil                     | 484  |
| 3 de julio de 1974       | Alemania Federal           | 9    |
| 22 de junio de 1974      | Brasil                     | 11   |
| 3 de julio de 1974       | Alemania Federal           | 465  |
| 11 de octubre de 1975    | Polonia                    | 4    |
| 15 de octubre de 1975    | Alemania Federal           | 960  |
| 1 de junio de 1978       | Países Bajos               | 6    |
| 7 de junio de 1978       | Alemania Federal           | 3    |
| 10 de junio de 1978      | Países Bajos               | 1    |
| 11 de junio de 1978      | Alemania Federal           | 3    |
| 14 de junio de 1978      | Brasil                     | 504  |
| 31 de octubre de 1979    | Alemania Federal           | 434  |
| 7 de enero de 1981       | Brasil                     | 25   |
| 1 de febrero de 1981     | Alemania Federal           | 21   |
| 22 de febrero de 1981    | Brasil                     | 66   |
| 29 de abril de 1981      | Alemania Federal           | 13   |
| 12 de mayo de 1981       | Brasil                     | 155  |
| 14 de octubre de 1981    | Alemania Federal           | 243  |
| 14 de junio de 1982      | Brasil                     | 486  |
| 13 de octubre de 1983    | Unión Soviética            | 335  |
| 12 de septiembre de 1984 | Francia                    | 232  |
| 2 de mayo. de 1985       | Alemania Federal           | 41   |
| 12 de junio de 1985      | Francia                    | 91   |
| 11 de septiembre de 1985 | Unión Soviética            | 133  |
| 22 de enero de 1986      | Francia                    | 154  |
| 25 de junio de 1986      | Brasil                     | 3    |
| 28 de junio de 1986      | Francia                    | 1    |
| 29 de junio de 1986      | Argentina                  | 346  |
| 10 de junio de 1987      | Brasil                     | 23   |
| 3 de julio de 1987       | Inglaterra                 | 57   |
| 29 de agosto de 1987     | Unión Soviética            | 74   |
| 11 de noviembre de 1987  | Inglaterra                 | 141  |
| 31 de marzo de 1988      | Inglaterra Unión Soviética | 2    |
| 2 de abril de 1988       | Inglaterra                 | 71   |
| 12 de junio de 1988      | Unión Soviética            | 5    |
| 17 de junio de 1988      | Alemania Federal           | 1    |
| 18 de junio de 1988      | Unión Soviética            | 7    |
| 25 de junio de 1988      | Países Bajos               | 715  |

| Fecha inicio             | País                          | Días |
| ------------------------ | ----------------------------- | ---- |
| 10 de junio de 1990      | Países Bajos Alemania Federal | 2    |
| 12 de junio de 1990      | Alemania Federal              | 7    |
| 19 de junio de 1990      | Brasil                        | 5    |
| 24 de junio de 1990      | Alemania Federal              | 725  |
| 18 de junio de 1992      | Países Bajos                  | 3    |
| 21 de junio de 1992      | Alemania                      | 5    |
| 26 de junio de 1992      | Países Bajos                  | 75   |
| 9 de septiembre de 1992  | Alemania                      | 35   |
| 14 de octubre de 1992    | Brasil                        | 2    |
| 16 de octubre de 1992    | Argentina                     | 246  |
| 19 de junio de 1993      | Alemania                      | 370  |
| 24 de junio de 1994      | Brasil                        | 3    |
| 27 de junio de 1994      | Alemania                      | 12   |
| 9 de julio de 1994       | Brasil                        | 708  |
| 16 de junio de 1996      | Alemania                      | 3    |
| 19 de junio de 1996      | Alemania Brasil               | 4    |
| 23 de junio de 1996      | Alemania                      | 352  |
| 10 de junio de 1997      | Brasil                        | 380  |
| 25 de junio de 1998      | Alemania                      | 2    |
| 27 de junio de 1998      | Brasil                        | 2    |
| 29 de junio de 1998      | Alemania                      | 4    |
| 3 de julio de 1998       | Brasil                        | 9    |
| 12 de julio de 1998      | Francia                       | 331  |
| 8 de junio de 1999       | Brasil                        | 374  |
| 16 de junio de 2000      | Francia                       | 5    |
| 21 de junio de 2000      | Brasil                        | 4    |
| 25 de junio de 2000      | Francia                       | 711  |
| 6 de junio de 2002       | Argentina                     | 1    |
| 7 de junio de 2002       | Italia                        | 1    |
| 8 de junio de 2002       | Francia                       | 3    |
| 11 de junio de 2002      | Países Bajos                  | 10   |
| 21 de junio de 2002      | Brasil                        | 236  |
| 12 de febrero de 2003    | Países Bajos                  | 210  |
| 10 de septiembre de 2003 | Francia                       | 291  |
| 27 de junio de 2004      | República Checa               | 4    |
| 1 de julio de 2004       | Francia                       | 65   |
| 4 de septiembre de 2004  | Argentina                     | 273  |
| 4 de junio de 2005       | República Checa               | 4    |
| 8 de junio de 2005       | Argentina                     | 21   |
| 29 de junio de 2005      | Brasil                        | 102  |
| 9 de octubre de 2005     | Países Bajos                  | 3    |
| 12 de octubre de 2005    | Brasil                        | 265  |
| 4 de julio de 2006       | Italia                        | 43   |
| 16 de agosto de 2006     | Francia                       | 52   |
| 7 de octubre de 2006     | Brasil                        | 122  |
| 6 de febrero de 2007     | Francia                       | 1    |
| 7 de febrero de 2007     | Brasil                        | 119  |
| 6 de junio de 2007       | Brasil Francia                | 21   |
| 27 de junio de 2007      | Francia                       | 14   |
| 11 de julio de 2007      | Argentina                     | 4    |
| 15 de julio de 2007      | Brasil                        | 334  |
| 13 de junio de 2008      | Países Bajos                  | 8    |
| 21 de junio de 2008      | España                        | 368  |
| 24 de junio de 2009      | Brasil                        | 339  |
| 29 de mayo. de 2010      | Brasil España                 | 4    |
| 2 de junio de 2010       | Brasil                        | 1    |
| 3 de junio de 2010       | España                        | 4    |
| 7 de junio de 2010       | España Brasil                 | 1    |
| 8 de junio de 2010       | España                        | 7    |
| 15 de junio de 2010      | España Brasil                 | 1    |
| 16 de junio de 2010      | Brasil                        | 16   |
| 2 de julio de 2010       | Países Bajos                  | 5    |
| 7 de julio de 2010       | España                        | 1089 |
| 30 de junio de 2013      | Brasil                        | 45   |
| 14 de agosto de 2013     | España                        | 59   |
| 12 de octubre de 2013    | Brasil                        | 260  |
| 29 de junio de 2014      | Países Bajos                  | 5    |
| 4 de julio de 2014       | Alemania                      | 695  |
| 29 de mayo de 2016       | Argentina                     | 165  |
| 10 de noviembre de 2016  | Brasil                        | 329  |
| 5 de octubre de 2017     | Alemania                      | 36   |
| 10 de noviembre de 2017  | Brasil                        | 247  |
| 15 de julio de 2018      | Francia                       | 88   |
| 11 de octubre de 2018    | Brasil                        | 401  |
| 16 de noviembre de 2019  | Bélgica                       | 330  |
| 11 de octubre de 2020    | Brasil                        | 795  |
| 13 de diciembre de 2022  | Argentina                     | 927  |
| 29 de julio de 2024      | España                        | 179  |

### Rankingpor partidos jugados como líder
| Equipo          | Partidos | Días como líder | Primera fecha como líder | Última fecha como líder |
| --------------- | -------- | --------------- | ------------------------ | ----------------------- |
| Brasil          | 316      | 10216           | 12 de junio de 1958      | 12 de diciembre de 2022 |
| Inglaterra      | 154      | 10605           | 30 de noviembre de 1872  | 11 de junio de 1988     |
| Alemania        | 139      | 4704            | 25 de julio de 1966      | 9 de noviembre de 2017  |
| Argentina       | 125      | 9201            | 16 de octubre de 1926    | actual                  |
| España          | 78       | 2869            | 28 de agosto de 1920     | 11 de octubre de 2013   |
| Francia         | 73       | 2022            | 12 de septiembre de 1984 | 10 de octubre de 2018   |
| Hungría         | 57       | 1897            | 20 de septiembre de 1952 | 12 de marzo de 1960     |
| Escocia         | 42       | 5966            | 4 de marzo de 1876       | 19 de octubre de 1926   |
| Italia          | 41       | 2694            | 7 de junio de 1934       | 15 de agosto de 2006    |
| Unión Soviética | 41       | 1367            | 21 de marzo de 1963      | 24 de junio de 1988     |
| Uruguay         | 37       | 1794            | 29 de agosto de 1920     | 15 de junio de 1929     |
| Países Bajos    | 32       | 1039            | 1 de junio de 1978       | 3 de julio de 2014      |
| Dinamarca       | 6        | 676             | 5 de junio de 1914       | 7 de octubre de 1916    |
| Bélgica         | 4        | 330             | 16 de noviembre de 2019  | 10 de octubre de 2020   |
| Austria         | 3        | 11              | 27 de mayo de 1934       | 6 de junio de 1934      |
| República Checa | 2        | 8               | 27 de junio de 2004      | 7 de junio de 2005      |

1. ↑  Número de partidos jugados (iniciados) en el primer puesto.
2. ↑  Los días como colíderes cuentan como medio día.
3. ↑  Sumadas Alemania (1908–1950) y (1990–) y Alemania Federal (1950–1990).
4. ↑  Sumadas la Unión Soviética (1924–1992) y Rusia (1993–).[6]

## Puntuaciones destacadas
La siguiente es una lista de las selecciones de fútbol ordenadas según la puntuación Elo más alta alcanzada. La tabla también muestra la puntuación y la posición más baja. El equipo que haya alcanzado la puntuación más alta de su confederación es mostrado en color.
| Pos. | País            | Puntuación más alta (posición) | Fecha                    | Mejor posición (primer, último año) | Puntuación / peor posición | Fecha                    |
| ---- | --------------- | ------------------------------ | ------------------------ | ----------------------------------- | -------------------------- | ------------------------ |
| 1    | Hungría         | 2230 (1.ª)                     | 30 de junio de 1954      | 1.ª (1952, 1960)                    | 1527 / 75.ª                | 19 de noviembre de 2003  |
| 2    | Alemania        | 2223 (1.ª)                     | 13 de julio de 2014      | 1.ª (1966, 2017)                    | 1639 / 24.ª                | 26 de septiembre de 1920 |
| 3    | Inglaterra      | 2216 (1.ª)                     | 9 de septiembre de 1912  | 1.ª (1872, 1988)                    | 1790 / 17.ª                | 31 de marzo de 1928      |
| 4    | Brasil          | 2195 (1.ª)                     | 28 de noviembre de 2022  | 1.ª (1958, 2022)                    | 1813 / 20.ª                | 24 de septiembre de 1922 |
| 5    | España          | 2175 (1.ª)                     | 15 de noviembre de 2024  | 1.ª (1920, 2024)                    | 1800 / 19.ª                | 25 de junio de 1969      |
| 6    | Argentina       | 2171 (1.ª)                     | 05 de septiembre de 2024 | 1.ª (1929, 2024)                    | 1750 / 26.ª                | 8 de junio de 1990       |
| 7    | Bélgica         | 2158 (1.ª)                     | 27 de junio de 2021      | 1.ª (2019, 2020)                    | 1498 / 70.ª                | 29 de marzo de 1936      |
| 8    | Países Bajos    | 2154 (2.ª)                     | 12 de julio de 2014      | 1.ª (1978, 2014)                    | 1550 / 53.ª                | 24 de octubre de 1954    |
| 9    | Francia         | 2136 (1.ª)                     | 30 de mayo de 2001       | 1.ª (1984, 2018)                    | 1506 / 40.ª                | 18 de mayo de 1930       |
| 10   | Italia          | 2132 (1.ª)                     | 11 de junio de 1939      | 1.ª (1952, 2006)                    | 1604 / 22.ª                | 29 de agosto de 1920     |
| 11   | Uruguay         | 2108 (1.ª)                     | 13 de junio de 1928      | 1.ª (1920, 1929)                    | 1635 / 44.ª                | 26 de marzo de 2005      |
| 12   | Escocia         | 2104 (1.ª)                     | 10 de marzo de 1888      | 1.ª (1876, 1926)                    | 1600 / 64.ª                | 26 de marzo de 2005      |
| 13   | Unión Soviética | 2088 (1.ª)                     | 23 de julio de 1966      | 1.ª (1963, 1988)                    | 1449 / 44.ª                | 14 de septiembre de 1913 |
| 14   | Polonia         | 2082 (2.ª)                     | 1 de septiembre de 1974  | 2.ª (1974, 1975)                    | 1526 / 61.ª                | 26 de agosto de 1956     |
| 15   | Dinamarca       | 2077 (1.ª)                     | 25 de junio de 1916      | 1.ª (1914, 1916)                    | 1536 / 61.ª                | 24 de mayo de 1967       |

## Puntuación promedio
El promedio Elo temporal, al igual que las puntuaciones, son usualmente usadas para comparar la fuerza entre ajedrecistas.

#### Puntuaciones promedio más altas desde 1970
Esta tabla es una lista de los equipos nacionales con la mayor puntuación promedio desde el 1 de enero de 1970 al 1 de enero de 2020.
| Pos. | Selección    | Elo pro. |
| ---- | ------------ | -------- |
| 1    | Brasil       | 2049,2   |
| 2    | Alemania     | 2018,4   |
| 3    | Países Bajos | 1960,2   |
| 4    | Inglaterra   | 1957,9   |
| 5    | España       | 1954,2   |
| 6    | Italia       | 1953,8   |
| 7    | Argentina    | 1940,87  |
| 8    | Francia      | 1929,8   |
| 9    | Rusia        | 1872,4   |
| 10   | Portugal     | 1864,3   |
| 11   | Chequia      | 1857,5   |
| 12   | Serbia       | 1844     |
| 13   | Suecia       | 1830,8   |
| 14   | México       | 1818,5   |
| 15   | Bélgica      | 1815,9   |
| 16   | Rumania      | 1815,1   |
| 17   | Uruguay      | 1813     |
| 18   | Dinamarca    | 1804,7   |
| 19   | Polonia      | 1804     |
| 20   | Escocia      | 1768,6   |
| 21   | Chile        | 1765,4   |
| 22   | Irlanda      | 1757,2   |
| 23   | Paraguay     | 1752,4   |
| 24   | Suiza        | 1741     |
| 25   | Colombia     | 1733,6   |

| Pos. | Selección         | Elo pro. |
| ---- | ----------------- | -------- |
| 26   | Bulgaria          | 1732,3   |
| 27   | Austria           | 1727,5   |
| 28   | Hungría           | 1717,3   |
| 29   | Australia         | 1711,2   |
| 30   | Gales             | 1698,3   |
| 31   | Corea del Sur     | 1691,9   |
| 32   | Grecia            | 1691     |
| 33   | Irán              | 1689,7   |
| 34   | Perú              | 1684,6   |
| 35   | Turquía           | 1682,5   |
| 36   | Nigeria           | 1673,9   |
| 37   | Noruega           | 1669,2   |
| 38   | Egipto            | 1669     |
| 39   | Israel            | 1661,8   |
| 40   | Estados Unidos    | 1652,5   |
| 41   | Marruecos         | 1645,4   |
| 42   | Irlanda del Norte | 1643,5   |
| 43   | Camerún           | 1642,7   |
| 44   | Costa Rica        | 1638,8   |
| 45   | Costa de Marfil   | 1638,7   |
| 46   | Ecuador           | 1629,4   |
| 47   | Ghana             | 1628,6   |
| 48   | Japón             | 1618     |
| 49   | Túnez             | 1610,9   |
| 50   | Irak              | 1602,1   |

1. ↑  Representando a la selección de Alemania Occidental del 1950 al 1990.
2. ↑  récord combinado de las selecciones de la URSS (1970-1992), la CEI (1992) y Rusia (1992-).
3. ↑  récord combinado de las selecciones de Checoslovaquia (1970-1992) y República Checa (1993-).
4. ↑  récord combinado de las selecciones de Yugoslavia (1970-1992), Serbia y Montenegro (1994-2006) y Serbia (2006-).

#### Promedios por década
La tabla de abajo muestra los equipos con la mejor puntuación Elo promedio por década (1 de enero XXX0 - 31 de dic XXX9).
| 1910         | 1910 |
| ------------ | ---- |
| Inglaterra   | 2106 |
| Dinamarca    | 2036 |
| Argentina    | 1966 |
| Países Bajos | 1944 |
| Hungría      | 1943 |
| Uruguay      | 1932 |
| Escocia      | 1871 |
| Austria      | 1836 |
| Sudáfrica    | 1795 |
| Bélgica      | 1775 |
| Alemania     | 1665 |
| Suecia       | 1656 |
| Gales        | 1640 |
| Francia      | 1555 |
| Irlanda      | 1546 |
| Suiza        | 1507 |
| Guyana       | 1487 |
| Noruega      | 1384 |

| 1920           | 1920 |
| -------------- | ---- |
| Uruguay        | 2018 |
| Argentina      | 1968 |
| Escocia        | 1955 |
| Inglaterra     | 1899 |
| Brasil         | 1895 |
| Checoslovaquia | 1892 |
| Dinamarca      | 1881 |
| Hungría        | 1880 |
| Austria        | 1864 |
| Países Bajos   | 1798 |
| Bélgica        | 1768 |
| Suecia         | 1755 |
| Sudáfrica      | 1754 |
| Italia         | 1739 |
| Paraguay       | 1738 |
| Gales          | 1705 |
| Alemania       | 1702 |
| Estados Unidos | 1695 |
| Irlanda        | 1670 |
| Suiza          | 1640 |

| 1930           | 1930 |
| -------------- | ---- |
| Argentina      | 2043 |
| Italia         | 2031 |
| Inglaterra     | 1977 |
| Uruguay        | 1963 |
| Escocia        | 1951 |
| Austria        | 1944 |
| España         | 1940 |
| Brasil         | 1905 |
| Checoslovaquia | 1875 |
| Hungría        | 1865 |
| Costa Rica     | 1835 |
| Alemania       | 1819 |
| Gales          | 1768 |
| Paraguay       | 1743 |
| Dinamarca      | 1741 |
| Estados Unidos | 1736 |
| Suecia         | 1728 |
| Sudáfrica      | 1714 |
| Noruega        | 1710 |
| Egipto         | 1680 |

| 1940           | 1940 |
| -------------- | ---- |
| Argentina      | 2086 |
| Italia         | 2063 |
| Inglaterra     | 2004 |
| Escocia        | 1950 |
| Brasil         | 1929 |
| España         | 1927 |
| Alemania       | 1889 |
| Uruguay        | 1888 |
| Hungría        | 1881 |
| Croacia        | 1881 |
| Austria        | 1872 |
| Gales          | 1850 |
| Checoslovaquia | 1838 |
| Suecia         | 1798 |
| Suiza          | 1760 |
| Paraguay       | 1757 |
| Dinamarca      | 1722 |
| Costa Rica     | 1706 |
| Francia        | 1690 |
| Perú           | 1683 |

| 1950             | 1950 |
| ---------------- | ---- |
| Argentina        | 2063 |
| Hungría          | 2057 |
| Brasil           | 2029 |
| Inglaterra       | 1988 |
| Alemania Federal | 1923 |
| Yugoslavia       | 1903 |
| Uruguay          | 1883 |
| Austria          | 1882 |
| Escocia          | 1874 |
| Italia           | 1871 |
| España           | 1860 |
| Suecia           | 1849 |
| Paraguay         | 1823 |
| Francia          | 1804 |
| Checoslovaquia   | 1774 |
| Sudáfrica        | 1753 |
| Perú             | 1742 |
| Gales            | 1740 |
| Nigeria          | 1712 |
| Unión Soviética  | 1709 |

| 1960             | 1960 |
| ---------------- | ---- |
| Brasil           | 2006 |
| Unión Soviética  | 1991 |
| Inglaterra       | 1978 |
| Hungría          | 1974 |
| Argentina        | 1960 |
| Alemania Federal | 1935 |
| Checoslovaquia   | 1911 |
| Italia           | 1901 |
| España           | 1891 |
| Uruguay          | 1880 |
| Yugoslavia       | 1869 |
| Escocia          | 1855 |
| Suecia           | 1837 |
| México           | 1820 |
| Corea del Norte  | 1813 |
| Argelia          | 1800 |
| Austria          | 1785 |
| Portugal         | 1777 |
| Francia          | 1770 |
| Bulgaria         | 1769 |
| Chile            | 1768 |
| Ghana            | 1764 |
| Rumania          | 1759 |
| Egipto           | 1756 |
| Gales            | 1734 |

| 1970                 | 1970 |
| -------------------- | ---- |
| Brasil               | 2102 |
| Alemania Federal     | 2085 |
| Inglaterra           | 1995 |
| Italia               | 1976 |
| Países Bajos         | 1930 |
| Polonia              | 1923 |
| Unión Soviética      | 1915 |
| Alemania Democrática | 1913 |
| Argentina            | 1897 |
| España               | 1897 |
| Checoslovaquia       | 1889 |
| Hungría              | 1879 |
| Yugoslavia           | 1875 |
| Escocia              | 1858 |
| Portugal             | 1850 |
| Bélgica              | 1837 |
| Rumania              | 1823 |
| Austria              | 1816 |
| Suecia               | 1815 |
| Francia              | 1801 |
| Bulgaria             | 1767 |
| México               | 1746 |
| Irlanda del Norte    | 1743 |
| Perú                 | 1740 |
| Paraguay             | 1738 |

| 1980                 | 1980 |
| -------------------- | ---- |
| Brasil               | 2010 |
| Alemania Federal     | 2006 |
| Unión Soviética      | 1986 |
| Inglaterra           | 1968 |
| Argentina            | 1932 |
| Italia               | 1932 |
| Francia              | 1928 |
| Países Bajos         | 1925 |
| España               | 1889 |
| Polonia              | 1870 |
| Bélgica              | 1865 |
| Checoslovaquia       | 1862 |
| Alemania Democrática | 1862 |
| Yugoslavia           | 1861 |
| Escocia              | 1825 |
| Rumania              | 1823 |
| Dinamarca            | 1823 |
| Austria              | 1818 |
| Suecia               | 1816 |
| Gales                | 1815 |
| Uruguay              | 1815 |
| Hungría              | 1796 |
| Portugal             | 1788 |
| México               | 1777 |
| Chile                | 1769 |

| 1990         | 1990 |
| ------------ | ---- |
| Brasil       | 2032 |
| Alemania     | 2026 |
| Italia       | 1990 |
| Francia      | 1969 |
| Países Bajos | 1957 |
| España       | 1942 |
| Yugoslavia   | 1940 |
| Inglaterra   | 1938 |
| Dinamarca    | 1912 |
| Argentina    | 1896 |
| Croacia      | 1889 |
| Chequia      | 1881 |
| Rusia        | 1875 |
| Suecia       | 1869 |
| Rumania      | 1858 |
| México       | 1853 |
| Portugal     | 1844 |
| Irlanda      | 1819 |
| Colombia     | 1812 |
| Bélgica      | 1809 |
| Noruega      | 1805 |
| Uruguay      | 1802 |
| Bulgaria     | 1774 |
| Escocia      | 1766 |
| Suiza        | 1763 |

| 2000           | 2000 |
| -------------- | ---- |
| Brasil         | 2022 |
| Francia        | 2013 |
| Países Bajos   | 1999 |
| Argentina      | 1989 |
| España         | 1986 |
| Italia         | 1971 |
| Inglaterra     | 1947 |
| Alemania       | 1919 |
| Portugal       | 1917 |
| Chequia        | 1908 |
| Dinamarca      | 1870 |
| Croacia        | 1867 |
| México         | 1845 |
| Rumania        | 1835 |
| Suecia         | 1834 |
| Turquía        | 1817 |
| Irlanda        | 1817 |
| Estados Unidos | 1814 |
| Uruguay        | 1805 |
| Rusia          | 1801 |
| Serbia         | 1793 |
| Colombia       | 1791 |
| Paraguay       | 1788 |
| Japón          | 1788 |
| Australia      | 1783 |

| \| 2010[22] \| 2010[22] \| \| -------------- \| -------- \| \| Brasil \| 2081 \| \| España \| 2055 \| \| Alemania \| 2053 \| \| Argentina \| 1990 \| \| Países Bajos \| 1989 \| \| Inglaterra \| 1940 \| \| Francia \| 1935 \| \| Portugal \| 1924 \| \| Uruguay \| 1906 \| \| Colombia \| 1905 \| \| Chile \| 1903 \| \| Italia \| 1900 \| \| México \| 1868 \| \| Croacia \| 1866 \| \| Bélgica \| 1843 \| \| Suiza \| 1825 \| \| Suecia \| 1819 \| \| Ecuador \| 1796 \| \| Rusia \| 1786 \| \| Ucrania \| 1785 \| \| Dinamarca \| 1784 \| \| Estados Unidos \| 1773 \| \| Perú \| 1764 \| \| Japón \| 1763 \| \| Corea del Sur \| 1752 \| |      |
| 2010 |      |
| Brasil | 2081 |
| España | 2055 |
| Alemania | 2053 |
| Argentina | 1990 |
| Países Bajos | 1989 |
| Inglaterra | 1940 |
| Francia | 1935 |
| Portugal | 1924 |
| Uruguay | 1906 |
| Colombia | 1905 |
| Chile | 1903 |
| Italia | 1900 |
| México | 1868 |
| Croacia | 1866 |
| Bélgica | 1843 |
| Suiza | 1825 |
| Suecia | 1819 |
| Ecuador | 1796 |
| Rusia | 1786 |
| Ucrania | 1785 |
| Dinamarca | 1784 |
| Estados Unidos | 1773 |
| Perú | 1764 |
| Japón | 1763 |
| Corea del Sur | 1752 |